# Gymnocalycium andreae
Gymnocalycium andreae ((Boed.) Backeb. & F.M.Knuth 1936; укр. Гімнокаліціум Андре) — кактус з роду гімнокаліціум (підрід Gymnocalycium).

## Історія
Перший опис було зроблено в 1930 році Фрідріхом Бедекером, як Echinocactus andreae. Курт Баккеберг і Фредерік Маркус Кнут віднесли цей вид у 1936 до роду Gymnocalycium.

## Етимологія
Видова назва дана на честь Вільгельма фон Андре (нім. Wilhelm von Andreae) — німецького пивовара, знавця і збирача кактусів, що був помічником швейцарського ботаніка Ганса Крайнца (нім. (Hans Krainz) в роботі над виданням «Die Kakteen».

## Загальна біоморфологічна характеристика

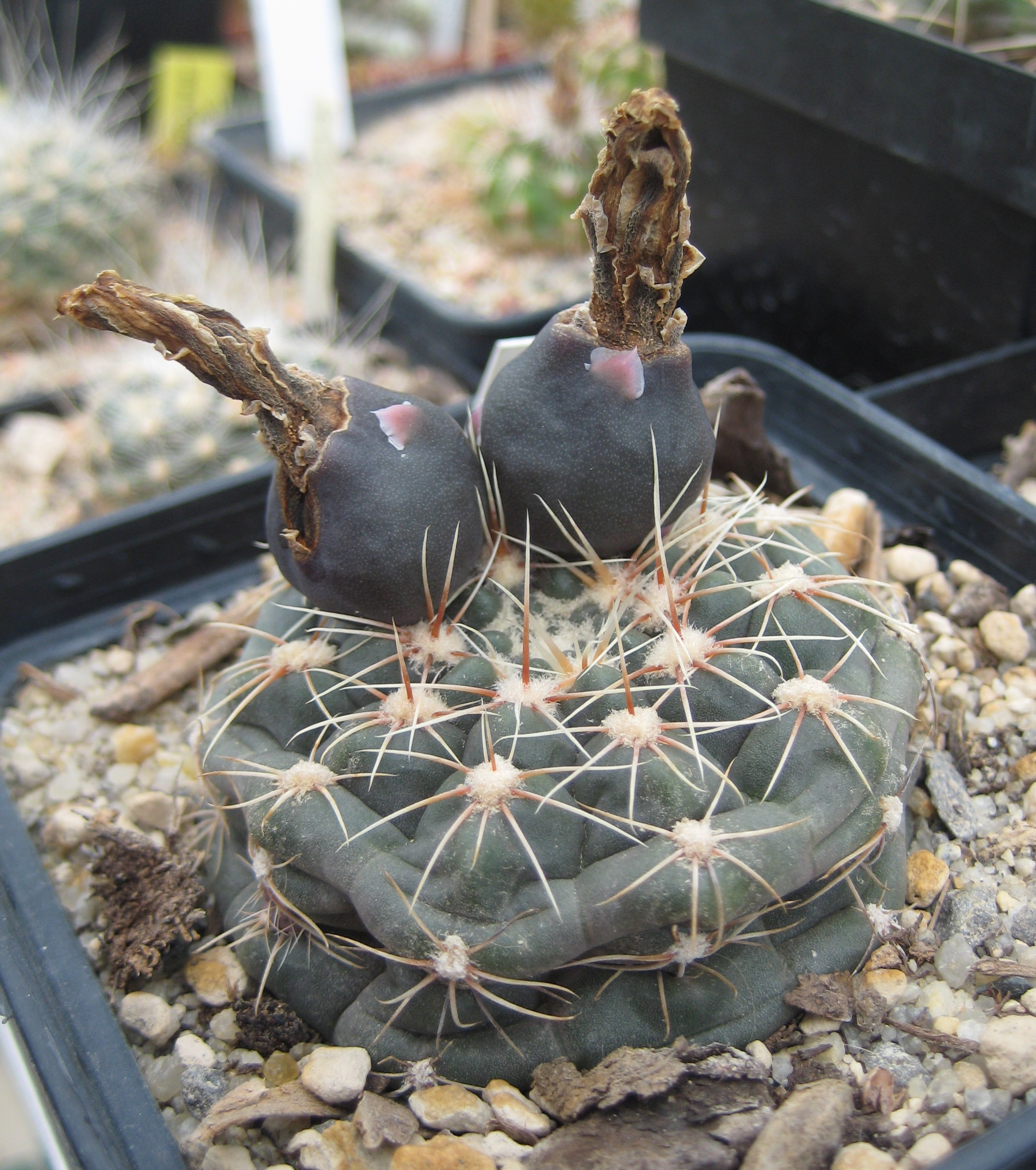
Плоди Gymnocalycium andreae

Стебло кулясте, від синьо-зеленого до сіро-блакитного кольору, до 5 см заввишки і в діаметрі. Ребер близько 8, плоскі, широкі, слабо виражені, округлі, з гострими поперечниними борозенками, підборріддєвидні горби відсутні. Центральних колючок 1-3, трохи зігнуті догори, темно-коричневі. Радіальних колючок 5-7, тонкі, притиснуті до стебла, білі з темними основами і світлими кінчиками, 0,5-0,8 см завдовжки. Квіти з внутрішньої сторони мають колір жовтої сірки, із зовнішньої — оливково-коричневі, до 3 см завдовжки і 4-5 см в діаметрі. Плоди кулясті, до циліндричних, блакитно-зелені, до 1,2 см в діаметрі.
Рослини кущаться і часто формують групи до 15 см завширшки або більше.
Близькоспорідненим до Gymnocalycium andreae є Gymnocalycium uebelmanianum.

## Ареал
Цей вид є ендемічним в Аргентині, де він зустрічається в Пампа-де-ла-Ескіна, провінція Кордоба.

## Екологія
Росте на висоті від 1 500 до 2 700 м над рівнем моря. Мешкає в западинах ґрунту між скелями на луках.

## Охорона у природі
Gymnocalycium andreae входить до Червоного списку Міжнародного Союзу Охорони Природи, стан — в найменшому ризику. Він має обмежений ареал, однак популяція стабільна в більшій частині ареалу, і немає ніяких серйозних загроз. Деякої шкоди популяції завдають випас худоби і збирання рослин місцевим населенням.
Зустрічається на території національного парку Кебрада-дель-Кондоріто і в заповіднику Хідріка-Пампа-де-Ачала.